# Castello della Caminata
Il castello della Caminata, conosciuto anche come castello di Bramaiano, è una fortificazione situata a Bramaiano, frazione nel comune italiano di Bettola, in provincia di Piacenza. L'edificio è situato a 466 m s.l.m., in una posizione che domina il lato destro della val Nure.

## Storia
La tradizione locale, non confermata da alcun documento ufficiale, riporta la presenza di un edificio fortificato nel sito già a partire dal X secolo. Le prime fonti documentate riguardo all'esistenza del castello, sono invece, risalenti al XV secolo, periodo nel quale l'edificio apparteneva alla famiglia Nicelli, la quale era feudataria di buona parte dell'alata val Nure, in quanto parte di uno strutturato sistema difensivo intorno a Bettola. Il posizionamento del complesso e la sua struttura testimoniano il ruolo svolto storicamente del castello a difesa delle posizioni della famiglia Nicelli nella vallata, insidiate dagli attacchi delle famiglie rivali operanti nella zona come i Rossi, i Camia e gli Scrivani, nonché da incursioni provenienti dal genovesato.
Nel corso del XVI secolo, andate scemando le necessità difensive che avevano decretato l'importanza del castello nel secolo precedente, esso fu sottoposto a una serie di rifacimenti, il più importante dei quali consistette nell'aggiunta dei loggiati sulle mura poste sul lato sud e sul mastio.
Nel 1635, in occasione dell'invasione del piacentino da parte di truppe spagnole, il fortilizio fu da esse conquistato dopo che il capitano a cui era stata affidata la difesa della struttura tradì le sue disposizioni venendo a patti con il nemico.

## Struttura
L’edificio, che presenta una struttura non lineare a seguito delle modifiche apportate nel corso degli anni, si presenta in condizioni di conservazione discrete ed è circondato su tre dei quattro lati da una cinta muraria scarpata, agli angoli della quale si trovano le torri di guardia a base quadrangolare, di poco più alte delle mura. Nella parte centrale del complesso si eleva il mastio di forma quadrangolare, al fianco del quale si trova la residenza padronale.
La caratteristica peculiare dell'edificio, che lo distingue dalla gran parte dei castelli piacentini, è la presenza di loggiati con arcate a tutto sesto retti da colonne di granito che corrono alla sommità delle mura meridionali e del mastio e che vennero aggiunte all'edificio durante il XVI secolo. La presenza dei loggiati discosta notevolmente il castello dalle altre fortificazioni della montagna piacentina, caratterizzati prevalentemente da strutture solide, ma piuttosto pover in termini di qualità e materiali di costruzione, avvicinandosi di più ad alcuni dei castelli presenti nella fascia di pianura.
Del complesso fa parte anche un oratorio di modeste dimensioni, caratterizzato dalla presenza di un soffitto in legno a capriate.
All'interno sono presenti ampie sale che conservano gli originali soffitti a cassettoni immediatamente al di sotto dei quali è presente una fascia decorata mediante affreschi raffiguranti festoni policromi. All'interno del salone d`onore si trova un camino realizzato in pietra sul quale è impresso lo stemma della famiglia Nicelli e l'indicazione, in numeri romani dell'anno 1615.